# Godfrey Rolles Driver
Godfrey Rolles Driver (20 août 1892 - 22 avril 1975), connu sous le nom de G R. Driver, est un orientaliste britannique connu pour ses études sur les langues sémitiques et l'assyriologie. Il est considéré comme « l'hébraïsant britannique le plus distingué du début du xxe siècle ».

## Biographie
Driver est né à Oxford, en Angleterre, fils du célèbre bibliste anglais Samuel Rolles Driver, et fait ses études au Winchester College et au New College d'Oxford (1911-1915) où il remporte les bourses Pusey et Ellerton et Senior Kennicott Hebrew Scholarships et le prix Gaisford de la prose grecque (1913) et du vers grec (1916).
Après avoir servi pendant la Première Guerre mondiale, avec des tâches aussi variées que le travail hospitalier, la censure postale et le renseignement, en 1919, il est nommé membre et tuteur classique au Magdalen College d'Oxford. Il reste à Oxford pendant toute sa carrière, terminant comme professeur de philologie sémitique, et produit un flux constant d'articles savants sur des sujets tels que le vocabulaire de l'Ancien Testament, et des mots et des textes dans les langues akkadienne, arabe, araméenne, hébraïque et Syriaque.
De 1937 à 1938, Driver est président de la Society for Old Testament Study, exceptionnellement pour une période de deux ans. En 1959, il est président du troisième congrès de l'Organisation internationale pour l'étude de l'Ancien Testament.
Il dirige la traduction de l'Ancien Testament pour la nouvelle Bible anglaise depuis sa création en 1949, achevée et publiée pour la première fois en 1970.

## Publications
- Letters of the first Babylonian dynasty, OECT III, 1925.
- Studies in Cappadocian Tablets, Paris, 1927.
- Semitic Writing: From Pictograph to Alphabet, 1948 (Schweich Lectures for 1944).
- The Babylonian Laws, with J. C. Miles, Oxford, 1952–1955.
- Aramaic Documents of the Fifth Century B.C., Oxford, 1954 (Abridged and Revised edition 1957).
- Canaanite Myths and Legends, Edinburgh: T. & T. Clark, 1956.
- The Judaean scrolls: The problem and a solution, Oxford: Blackwell, 1965.